# 礪石二
金牛座44，又名BD+26 686，HD 26322、SAO 76485、HR 1287，是金牛座的一颗恒星，视星等为5.41，位于銀經168.96，銀緯-18.08，其B1900.0坐标为赤經4h 4m 44.3s，赤緯+26° -18.08′ 12″。